# المفوضية العليا المستقلة للانتخابات في العراق
المفوضية العليا المستقلة للانتخابات هي هيئة حكومية عراقية، مهنية، مستقلة، ومحايدة تتمتع بالشخصية المعنوية والاستقلال المالي والإداري وتخضع لرقابة مجلس النواب العراقي، تتولى وضع الأنظمة والتعليمات المعتمدة في الانتخابات والقيام باعلان وتنظيم وتنفيذ أنواع الاستفتاءات والانتخابات الاتحادية والإقليمية والمحلية في جميع أنحاء العراق من خلال مكتبها الوطني ومكاتبها الانتخابية العشرين المنتشرة في عموم محافظات العراق بضمنها اقليم كردستان بصورة عادلة ونزيهة.
تجدر الإشار إلى أن مجلس المفوضية تتكون من تسعة أشخاص (عراقيي الجنسية)، ينتخبون من بينهم رئيس المفوضية من القضاة ونائباً للرئيس ومقرراً للمجلس من اعضائه الاخرين، بالإضافة إلى شخص يتم تعينه من قبل مجلس المفوضين رئيساً للإدارة الانتخابية، وتكون ولاية أعضاء مجلس المفوضين أربع سنوات غير قابلة للتمديد، تبدأ من تاريخ إصدار المرسوم الجمهوري بتعيين اللجنة. يترأس مجلس المفوضين حالياً القاضي السيد (عمر احمد محمد) ويترأس الإدارة الانتخابية القاضي السيد (عامر موسى الحسيني)

## تاريخها
لم يسبق إنشاء أي هيئة مستقلة في العراق مسؤولة عن تنظيم الانتخابات بالبلاد قبل العام 2004، وعليه فقد أُنشِأت المفوضية بموجب أمر سلطة الإئتلاف المرقم 92 في 31 أيار 2004 لتكون حصراً السلطة الانتخابية الوحيدة في البلاد، تبعه قانون مفوضية الانتخابات رقم (11) لسنة 2007 المعدل (ملغى) الذي ألغى في حينه قرار سلطة الائتلاف، وآخرها قانون مفوضية الانتخابات رقم (31) لسنة 2019 الذي غير صفة أعضاء مجلس المفوضين التسعة.
وقد أجرت مفوضية الانتخابات منذ تأسيسها خمس عشرة عملية إنتخابية

## الهيكل التنظيمي للمفوضية
يتكون الهيكل التنظيمي للمفوضية العليا المستقلة للانتخابات من:
أولا / مجلس المفوضين.
ثانيا / الإدارة الانتخابية.

### اولاً: مجلس المفوضين
وقد اختلف قانون المفوضية رقم 31 لسنة 2019 عن سابقه في تكوين مجلس المفوضين، حيث نص القانون على تشكيل المجلس من تسعة أعضاء من قضاة الصنف الأول، يختارهم مجلس القضاء من بين مجموع المرشحين من قضاة المناطق الإستئنافية في عموم العراق (باستثناء إقليم كوردستان) مع مراعاة العدالة في الاختيار بين المناطق الاستئنافية، واثنان من مجلس المفوضين من قضاة الصنف الأول، يختارهم مجلس القضاء الأعلى، من القضاة المرشحين الذين يرسلهم مجلس القضاء في اقليم كوردستان، مع مراعاة عدالة توزيعهم على المناطق الاستئنافية في الإقليم. ومستشارين اثنين من أعضاء مجلس الدولة تم اختيارهم بالقرعة المباشرة في مجلس القضاء الأعلى كما نص قانون المفوضية الجديدة على مراعاة تمثيل المرأة في اختيار المجلس.
حيث كان مجلس المفوضين بموجب القانون رقم (11) لسنة 2007 يتالف من تسعة أعضاء اثنان منهم على الاقل من القانونيين يختارهم مجلس النواب بالاغلبية على ان يكونوا من ذوي الاختصاص والخبرة والمشهود لهم بالكفاءة والنزاهة والاستقلالية مع مراعاة تمثيل النساء.

### ثانياً: الإدارة الانتخابية
تتالف الإدارة الانتخابية من المكتب الوطني والمكاتب الانتخابية في الإقليم والمحافظات وفقا لهيكلية يتم اقتراحها من قبل (مدير عام / رئيس) الإدارة الانتخابية ويصادق عليها مجلس المفوضين ويتولى المدير العام رئاسة الإدارة الانتخابية ويصادق عليها مجلس المفوضين والجهات التي يخوله بها المجلس لتنظيم اعمالها والتاكد من حسن سير ادائها.

## انتخابات الخارج
للمفوضية مكاتب خارج العراق تنتشر في 16 بلد، هي أماكن تواجد العراقيين في الخارج. وهذا يهدف لإتاحة المجال امام هذه الجاليات العراقية في المشاركة بالعملية الانتخابية، تتركز معظم هذه المكاتب في الدول المجاورة ودول أوروبا الغربية، بالإضافة إلى الولايات المتحدة وكندا وأستراليا.

## وصلات خارجية
- الموقع الرسمي / عربي-كردي-إنجليزي